# Domnall III di Strathclyde
Domnall III di Strathclyde (in lingua gaelica Domnall mac Eógain in lingua inglese Donald), (... – 975) è stato un re scozzese intorno alla metà del X secolo e figlio di uno dei suoi predecessori, Eógan I di Strathclyde.

## Biografia
Domnall è quasi certamente il re a cui rese visita Cathróe di Metz. La Vita  di quest'ultimo santo dichiara che Cathróe era un parente di Domnall. La visita dovrebbe essere avvenuta fra il 941 ed 946, e questo significherebbe che Domnall era re già prima del 941. Questo fatto creerebbe delle discordanze storiografiche, perché le Anglo-Saxon Chronicle stabiliscono che nel 945 re Eadmund d'Inghilterra "devastò l'intera Cumbria affidandola poi a Máel Coluim, re di Scozia, a condizione che egli lo aiutasse in terra e in mare". L'unica possibilità è che, per prima cosa , una fonte sia errata; secondariamente, che Strathclyde fosse un regno diviso; in terza ipotesi, che Malcolm I di Scozia (Máel Coluim mac Domnaill) possa aver ceduto il regno a Domnall poco prima che questi abbia ricevuto la visita di Cathróe, l'anno successivo; ovvero che Máel Coluim era divenuto un monarca che aveva assoggettato Domnall. In ogni caso è degno di nota che la campagna di Edmund I in Cumbria è legata alla caduta di Dunmail, citato come "ultimo re di Cumbria".
Egli viene citato come Domnall m. Eogain, rí Bretan (re dei britanni) negli Annali dell'Ulster, che annotano la sua morte nel 975 durante un pellegrinaggio. La fonte gallese nota come Brut y Tywysogion, che lo cita come Dunguallon, conferma che Domnall partì effettivamente per un pellegrinaggio a Roma Risulta comunque possibile che Damnall abbia rassegnato le dimissioni qualche tempo prima del 971. Domnall deve aver fatto il pellegrinaggio ben prima della sua morte, perché Florence di Worcester ci dice che nel 973 il re di Cumbria era Máel Coluim I di Strathclyde, inoltre, è il figlio di Domnall, Amdarch, che è stato indicato, da fonti scozzesi, come l'assassino del re scozzese Cuilén nel 971.